# Pivovarna Union
Pivovarna Union je ena največjih pivovarn v Sloveniji, ustanovljena je bila leta 1864 v Ljubljani. S prodajo 51,11% delnic Pivovarne Laško je ljubljanska pivovarna 13. aprila 2015 prešla v roke nizozemske pivovarne Heineken International. Ta je leta 2021 odločilo, da bo proizvodnjo piva preselilo v Laško.

## Zgodovina
Varjenje piva v Ljubljani sega v leto 1592, ko se v ljubljanskem mestnem arhivu pojavi prvi zapis o plačilu davka na pivo, v 16. in 17. stoletju pa je več ljubljanskih gostilničarjev varilo in prodajalo pivo. Pivovarna Union je bila ustanovljena leta 1864 kot majhno družinsko podjetje, ustanovila sta jo Ivan in Peter Kosler pod imenom Pivovarna Kosler. Sčasoma sta se proizvedena količina in kvaliteta piva dvigovali, pivovarna je postala največja na Kranjskem, prodajali so ga tako na Kranjskem, kot tudi v Trstu, v Avstriji, na hrvaškem primorju, v Dalmaciji in severni Italiji. Zaradi povečevanja prodaje in velikega potencialnega trga Avstro-Ogrske, sta brata Kosler leta 1909, ob pomoči kreditnega zavoda za trgovino in
industrijo na Dunaju, ustanovila Delniško družbo Pivovarne Union, ki je poleg Pivovarne Kosler združevala še pivovarne Reininghaus A.G. in Puntigam iz Gradca in Goss pri Leobnu. Glavni delničarji novoustanovljene družbe so bili poleg bratov Kosler še Avstrijski kreditni zavod za trgovino in industrijo ter pivovarne Göss, Reininghaus in Puntigam. 
Med letoma 1910 in 1926 je Pivovarna Union prevzela več manjših slovenskih pivovarn, leta 1910 ljubljanski pivovarni Auer in Perless, leta 1911 pivovarno Perless iz Kočevja, leta 1912 pivovarno Šmidt iz Škofje Loke, leta 1916 pivovarni Mayr iz Kranja in Zimmerman iz Lesc, leta 1917 pivovarno Stare iz Mengša, leta 1918 pivovarno Frählich z Vrhnike, leta 1924 Pivovarno Laško in leta 1926 pivovarno Thomas Gätz v Mariboru. Vse prevzete pivovarne so nehale samostojno proizvajati pivo, zato je ostala Pivovarna Union edina pivovarna v Dravski banovini.
Leta 1920 je družba ustanovila tovarno za kvas in špirit v poskusu, da bi nadomestili izpad prodaje piva zaradi Velike gospodarske krize v tridesetih letih, zaradi česar je pivovarna izkoriščala le še petino svojih zmogljivosti. Poleg krize so temu pripomogle še visoke trošarine na alkoholne pijače. Leta 1925 so v Pivovarni Union presegli proizvodnjo 100.000 hl piva. V naslednjih letih je bila varilnica za
pivo prenovljena, rekonstruirali in povečali so še kotlarno in postavili dva nova parna kotla. 
Kljub težavam zaradi druge svetovne vojne, ko je bil del opreme in tovornjakov uničenih, je leta 1945 pivovarna proizvedla 45.000 hl piva. Leta 1946 je bilo podjetje nacionalizirano, ustanovljeno je bilo Družbeno podjetje Pivovarna Union. Po drugi svetovni vojni sta ob Unionu v Sloveniji delovali še pivovarni Laško in Talis v Mariboru. Leta 1963 je proizvodnja piva narasla že na več kot 220.000, začel se je izvoz v Italijo. Leta 1967 so lesene zaboje za pivo nadomestili s plastičnimi zaboji rumene barve. Leta 1971 je kot prva pivovarna v Sloveniji imenovala Euro steklenico. Leta 1978 je bila zgrajena nova, za tisti čas sodobna, polnilnica piva, leta 1986 pa so
odprli novo, računalniško vodeno varilnico, v kateri so zvarili preko 8000 hl piva dnevno. 
Leta 1987 je bil odprt Pivovarski muzej. Leta 1990 je bila Unionu priključena Istrska pivovarna v Buzetu, že leta 1979 pa so kot prvi v Jugoslaviji, dovolili licenčno proizvodnjo piva Union v Istri. Leta 1988 je Pivovarna Union proizvedla 918.000 hl piva, oziroma 8% proizvodnje v Jugoslaviji, kot največji jugoslovanski izvoznik piva pa so pivo izvažali v Avstrijo, Italijo, ZDA, Avstralijo, Kanado in Švedsko. Leta 1989 se je pričela tudi proizvodnja brezalkoholnega piva Uni in temnega piva Črni baron. Leta 1990 se je Union preoblikoval nazaj v delniško družbo. Leta 1993 se je začela proizvodnja brezalkoholnih pijač Sola, leta 1995 pa še naravne vode Zala.
Oktobra 2021 so v podjetju sporočili, da bodo najkasneje do januarja ali februarja 2022 preselili varjenje piva v Laško, saj hladilni sistem po 35 leti ni več ustrezen za obratovanje. Na lokaciji bodo ohranili pakirnico in logistični center. Kasneje bodo na lokaciji sedeža pivovarne zgradili manjšo pivovarno in inovacijski center.

## Proizvodi
- Piva:
  - Svetla piva: Union, Pils, Smile, Tivoli
  - Temno pivo Črni Baron
  - Brezalkoholno pivo Uni
  - Pivo z limonado Radler

- Brezalkoholne pijače Sola:
  - Sola Oranžada, Sola Cola
  - Ledeni čaji Sola; okusi: breskve, mešanice jabolka, ameriške brusnice in limone in lahki ledeni čaj z okusom breskve
  - Multi sola, Multi sola ACE
  - Sola Isosport
  - Sola Orange, Sola Yellow, Sola Red

- Naravna voda
  - Zala
  - Za lemon
  - Za life
  - Za harmony
  - Za symphony
  - Za fantasy